# Gjueschewo
Gjueschewo (bulgarisch Гюешево, englisch Gyueshevo) ist ein Dorf in der Gemeinde Kjustendil in Westbulgarien.

## Geografie
Gjueschewo liegt in der Landschaft Makedonien, in der geographischen Region Kamenitza, in den nördlichen Ausläufern des Osogowo-Gebirges auf 1016 m und hat eine Fläche von 17,256 km². Das Dorf befindet sich an der Republikstraße I-6, welche Teil der Europastraße 871 und des Paneuropäischen Verkehrskorridors VIII ist. Über die I-6 ist Gjueschewo mit dem 20,5 km östlich gelegenen Gemeindezentrum Kjustendil verbunden. Zur Kjustendil existiert auch eine 34 km lange, nicht elektrifizierte Bahnstrecke. Weiter liegt Gjueschewo an der bulgarisch-nordmazedonischen Grenze und im Ort befindet sich der Grenzübergang Gjueschewo-Deve Bair.

## Geschichte
Es gibt keine schriftlichen Aufzeichnungen über die Entstehungszeit des Dorfes. Überreste einer thrakischen und antiken Siedlung, die nicht näher erforscht sind, zeugen davon, dass das Gebiet seit der Antike besiedelt war.
Nach Gründung des Fürstentums Bulgarien gehörte das Dorf im Laufe der Jahre zu folgenden administrativ-territorialen Einheiten: Gemeinde Prekolnitsa (1883–1922), Gemeinde Gjueschewo (1922–1934), Gemeinde Ranentsi (1934–1978), Bürgermeisteramt des Siedlungssystems Gjueschewo (1978–1983), Siedlungssystem Bürgermeisteramt Garljano (1983–1987), Bürgermeisteramt der Gemeinde Kjustendil (seit 1987).
1903 wurde ein Postamt eröffnet, 1910 eine Apotheke, 1915 ein Kreisveterinär- und Sanitätsdienst. 1910 wurde ebenfalls das Bahnhofsgebäude fertiggestellt, welches als Grenzbahnhof zwischen Bulgarien und dem Osmanischen Reich auf der Strecke Sofia-Kjustendil-Kriva Palanka-Kumanovo-Skopje dienen sollte. Obwohl die Bahnlinie samt einem Grenztunnel von bulgarischer Seite Anfang der 1940er Jahre fertig gestellt wurde, dauert der Bau auf der anderen Seite im heutigen Nordmazedonien immer noch an (siehe Paneuropäischer Verkehrskorridor VIII#Nordmazedonien).
Im Ersten und im Zweiten Balkankrieg kämpften bis zu 4 Freiwillige aus Gjueschewo als Teil des Makedonien-Adrianopel-Freiwilligen-Korps der bulgarischen Armee gegen Osmanen und Serben.

## Infrastruktur
1871 wurde die erste Schule in Privathäusern eröffnet. Seit 1880 gab es eine Schule im Viertel Paschalijska (Zarewska). 1912 wurde das Progymnasium im Bahnhofsgebäude eröffnet, welches 1950 in ein großes, später erweitertes Schulgebäude umzog. Die Schule bestand bis 2001.
Heute gibt es im Dorf keine funktionierende Schule, jedoch eine Busverbindung, mit der schulpflichtige Kinder zur nächsten Schule fahren können. Für kleine Kinder gibt es einen Kindergarten, außerdem seit 1921 ein Tschitalischte.

## Sehenswürdigkeit
In Gjueschewo gibt es eine 1930 erbaute Kirche, welche der Dreifaltigkeit geweiht ist.

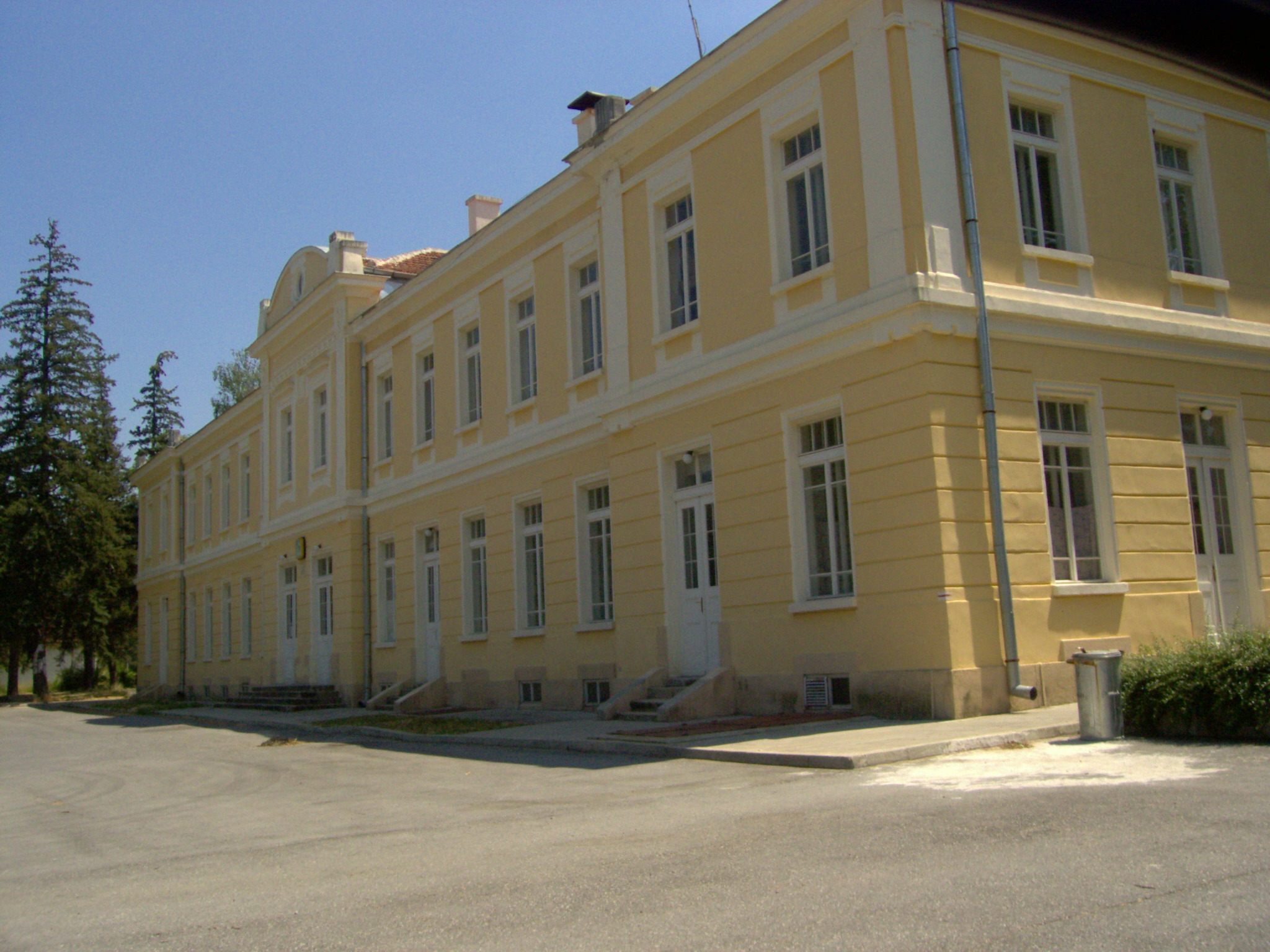
Der 1910 fertiggestellte Bahnhof
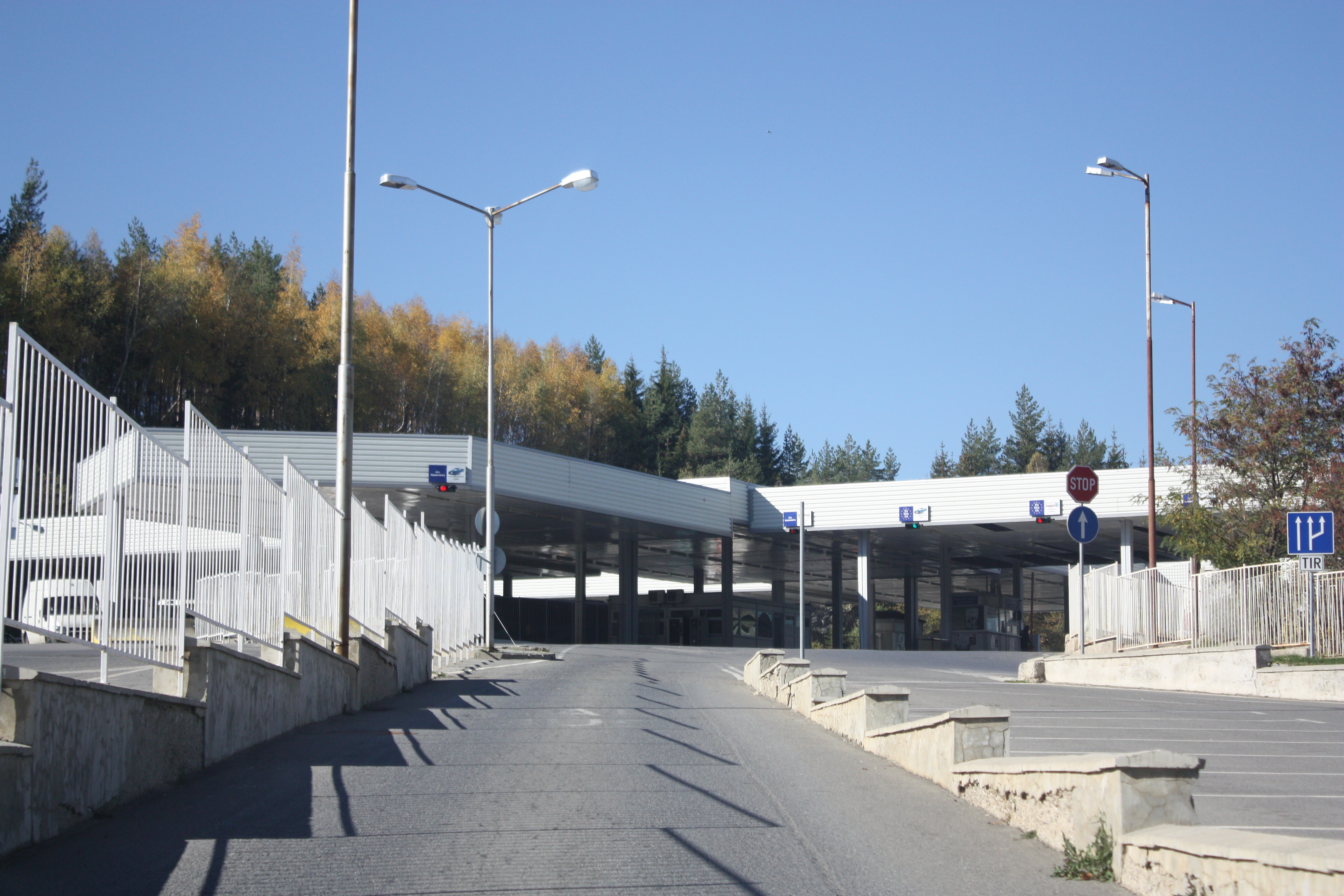
Der Grenzübergang Gjueschewo
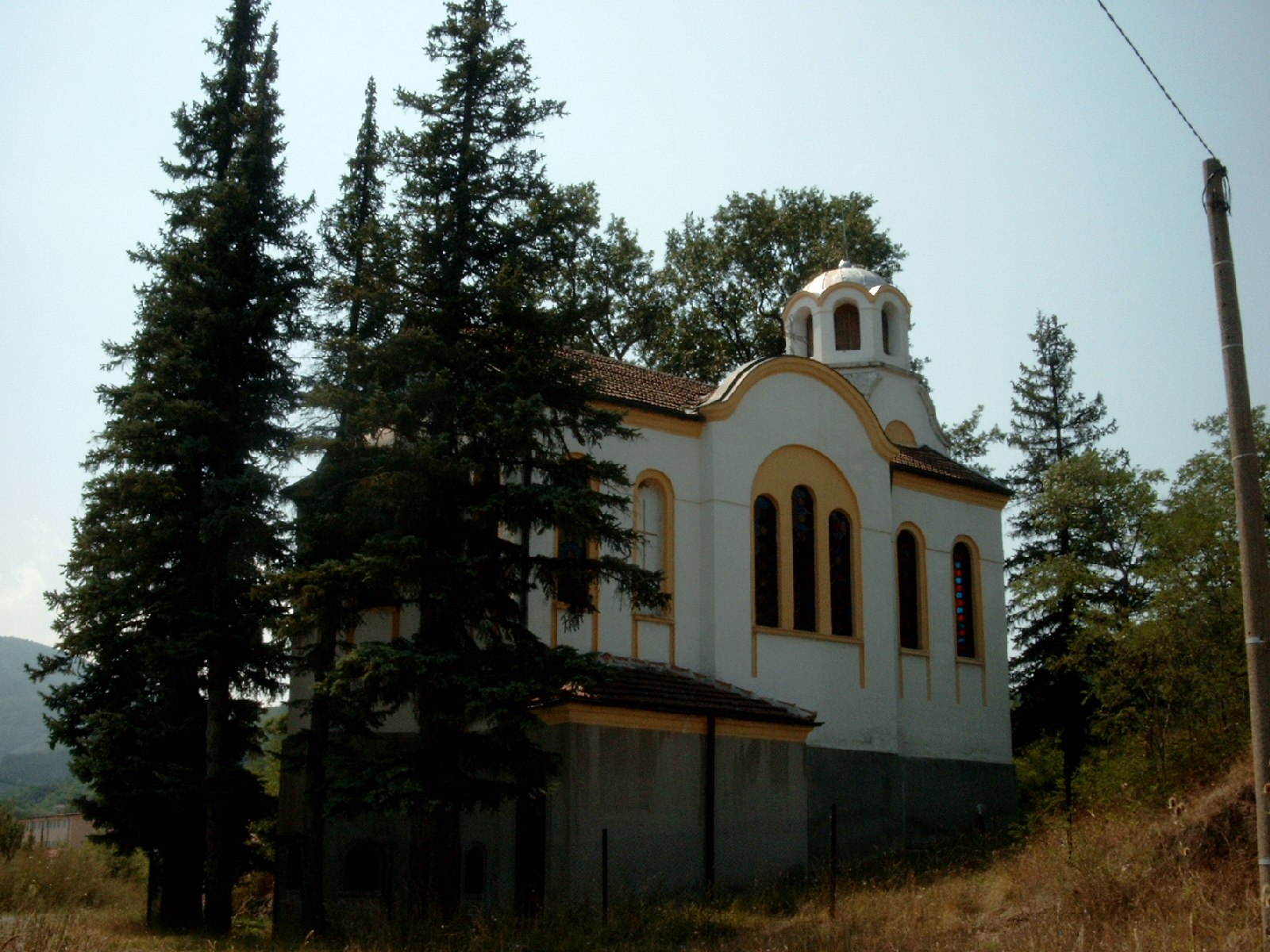
Dreifaltigkeitskirche (1930)

## Verkehr
Das Dorf liegt an der I-6, welche auch Kjustendil mit der Autobahn A3 Struma über den Grenzübergang Gjueschewo-Deve Bair mit Kriva Palanka verbindet.

## Bevölkerungsentwicklung
Auch in Gjueschewo fällt die Einwohnerzahl stark.
| Datum      | Einwohnerzahl |
| ---------- | ------------- |
| 31.12.1934 | 910           |
| 31.12.1946 | 1004          |
| 01.12.1956 | 915           |
| 01.12.1965 | 893           |
| 02.12.1975 | 719           |
| 04.12.1985 | 598           |